# Chris Robinson (cantor)
Christopher Mark "Chris" Robinson (nascido em 20 de dezembro de 1966) é o vocalista da banda de rock The Black Crowes e irmão do guitarrista Rich Robinson.

## Juventude
Robinson nasceu em Marietta, Georgia, Estados Unidos, próximo à Atlanta. Junto com seu irmão, Rich Robinson, formou a banda Mr. Crowe's Garden nos anos 80, tendo sido bastante influenciado por The Faces e The Rolling Stones. Eles tocaram em vários clubes de Atlanta e de cidades vizinhas.
Chris estudou na Wofford College em Spartanburg, Carolina do Sul. Enquanto alguns colegas de faculdade tinham pôsteres de garotas de biquíni deitadas em Porsches, Robinson decorou seu dormitório com um pôster de Tom Waits e um do Dream Syndicate: "...com 18 anos, eu já era interessado em música."

## Carreira

### The Black Crowes
Em 1989, a Mr. Crowe's Garden mudou de nome para The Black Crowes. Eles assinaram contrato com a gravadora de Rick Rubin, Def American, e lançaram o álbum de estréia Shake Your Money Maker. Com o sucesso do álbum, eles saíram em turnê para divulgá-lo ainda mais, abrindo várias vezes para o ZZ Top. Durante essa turnê, Chris foi criticado por falar para o público sobre sua oposição ao patrocínio de empresas. Isso levou ao ZZ Top demitir o The Black Crowes da turnê.
Em maio de 1991, Chris Robinson cuspiu em uma cliente de uma loja de conveniência na 7-Eleven. Ele foi preso por agressão e perturbação da paz, e, seis meses depois, declarou que não contestava as alegações. Na mídia, Robinson falava abertamente sobre o uso da maconha.
Durante os nove anos seguintes, o The Black Crowes passou por muitas mudanças internas e lançou seis álbuns de estúdio. Em 1997, o The Black Crowes foi atração principal no segundo Furthur Festival, que teve sua primeira edição no verão de 1996, criado pelos integrantes restantes da banda The Grateful Dead, depois da morte de Jerry Garcia em agosto de 1995.
Em 1999 Robinson fez participação ao DVD em tributo Bob Marley,Gravado na Jamaica faz jus ao seu título, com um repertório generoso de músicas de Bob Marley realizada por grandes nomes da pop, hip-hop, rock, reggae e veteranos.   
Filmado em uma noite chuvosa, em dezembro de 1999.
No começo de 2002, foi anunciado que o baterista Steve Gorman iria sair da banda e que o The Black Crowes iria dar uma pausa.

### Carreira solo/com o New Earth Mud
A primeira música solo de Robinson, "The Red Road", apareceu na trilha sonora do filme The Banger Sister de Goldie Hawn, em 2002, confirmando a mudança do cantor para um estilo de música mais leve. O álbum de estréia, New Earth Mud, apareceu em outubro e recebeu críticas bastante positivas. Composto e produzido com Paul Stacey, e com colaborações dos ex-Crowes Marc Ford e Eddie Harsch, o álbum permitiu a Robinson cair na estrada e ser atração principal. A banda em si ficou conhecida como New Earth Mud, conquistando prestígio com longos momentos de improvisação nos shows pelos Estados Unidos.
O New Earth Mud fez uma boa turnê em 2003, não só como atração principal, mas também dividindo o palco com Elvis Costello, Gov't Mule e The String Cheese Incident. Durante o final da turnê, a banda introduziu várias músicas novas no repertório, com o objetivo de criar expectativa para o segundo álbum. Robinson entrou em estúdio após o fim da turnê, tendo novamente Paul Stacey como co-compositor e produtor. O resultado final foi This Magnificent Distance, lançado em junho de 2004. O álbum teve um sucesso comercial maior que o de seu predecessor e apresentou uma sonoridade mais "de banda".
Robinson se desvinculou de Paul Stacey e do resto da banda, no começo de 2004. Não se sabe a razão. Numa postagem um tanto enigmática em seu fórum online oficial, Robinson disse adeus aos companheiros de banda e deu boas-vindas à nova formação, que incluia o ex-integrante dos Crowes, Audley Freed, na guitarra, e o virtuoso George Reiff no baixo. A banda saiu em turnê para divulgar o álbum This Magnificent Distance, durante o verão de 2004, mais uma vez ganhando atenção comercial e da crítica. Estava nos planos uma outra turnê no outono de 2004, mas acabou sendo cancelada do nada e sem explicação. Robinson se manteve longe dos holofotes, exceto por três apresentações com Phil Lesh and Friends no Warfield Theater, em São Francisco (dezembro de 2004).
Robinson não se apresentou novamente até fevereiro de 2005, quando tocou com o irmão, Rich no Consumer Electronics Show, em Las Vegas (um evento privado para pessoas que trabalham na área de produtos eletrônicos). Ele então se juntou novamente a Phil Lesh para uma apresentação no Mardi Gras Spectacular, em São Francisco, no final de fevereiro, que também contou com a participação de integrantes do Railroad Earth, Particle and Galactic e ex-membros do Jerry Garcia Band.
Membros do New Earth Mud
- Chris Robinson - vocais, violão, harmônica (2002–04)
- Paul Stacey – guitarra, piano, vocais (2002–04)
- Jeremy Stacey - bateria, percussão (2002–04)
- George Reiff - baixo, vocais (2002–04)
- George Laks - teclado (2002–04)
- Audley Freed - guitarra (2004)
- Steve DiStanislao - bateria, percussão, vocais (2004)
- Rob Barraco - teclado, vocais (2004)

### Retorno do The Black Crowes
No começo de 2005, foi anunciado que o The Black Crowes iria se reunir para uma apresentação no Hammerstein Ballroom, em Nova York. Essa formação incluia os ex-integrantes Sven Pipien e Marc Ford. O que seria um breve retorno, transformou-se rapidamente em uma turnê. Apesar de não ter participado inicialmente da reunião, Steve Gorman voltou para a banda no começo de maio. Em julho de 2007, durante a Turnê de Verão do Black Crowes, o álbum ao vivo Brothers of a Feather: Live at the Roxy foi lançado.
O álbum contém faixas selecionadas das três noites de apresentações de Chris e Rich Robinson no Roxy, havendo músicas do Black Crowes (Horsehead, Cursed Diamond, Thorn In My Pride),  material solo dos dois irmãos (Someday Past the Sunset, Forgiven Song), covers de alguns dos artistas favorites deles (Over the Hill, Roll Um Easy, Driving Wheel, Forever Young), e material inédito (Magic Rooster Blues, Cold Boy Smile). Um novo álbum, Warpaint, foi lançado em 4 de março de 2008.
Em 31 de agosto de 2009, o Black Crowes lançou o oitavo álbum de estúdio Before the Frost.... Cada compra do cd é acompanhada por um código de download para baixar a música ...Until the Freeze, que não entrou no álbum. A versão em vinil inclui todas as vinte faixas.
Em abril de 2010, foi anunciado que, em celebração aos 20 anos da banda, eles iriam lançar o álbum Croweology, contendo versões acústicas de clássicos do Black Crowes. O disco duplo seria vendido pelo preço de um, como agradecimento aos fãs. Em conjunto com o lançamento, a banda também iria embarcar na turnê "Say Goodnight to the Bad Guys", que aconteceria de agosto a dezembro de 2010.  Na maioria dos shows, a banda dividia as apresentações em duas partes de 90 minutos: primeiro acústico, depois plugado. No final da turnê, foi anunciado que a banda entraria em hiatus por tempo indeterminado.

### Chris Robinson Brotherhood
No outono de 2010, o site www.chrisrobinsonband.com foi criado, alimentando as especulações de que esse seria o novo projeto de Chris, após o anúncio do hiatus do Crowes. Esses rumores foram confirmados no último dia da turnê Say Goodnight to the Bad Guys, em São Francisco, quando adesivos promovendo a banda e o site foram distribuídos, divulgando a data “abril de 2011”. Eventualmente, o projeto foi intitulado de ‘’Chris Robinson Brotherhood’’ (CRB), e uma turnê de dois meses começou em 29 de março de 2011, no Soho, em Santa Bárbara, Califórnia. A formação do Chris Robinson Brotherhood inclui  Adam MacDougall (do The Black Crowes) no teclado, George Sluppick na bateria, Mark "Muddy" Dutton (do Burning Tree) no baixo, e Neal Casal na guitarra. Casal substituiu Jonathan Wilson, que foi inicialmente anunciado como membro da banda, mas saiu pouco tempo depois.
O CRB se concentrou no estúdio ‘’Sunset Sound Recorders’’ para gravar um álbum, em janeiro de 2012, o qual foi lançado em 5 de junho, nomeado  Big Moon Ritual.  O segundo álbum tem previsão de lançamento para 11 de setembro de 2012. O CRB também lançou uma faixa de 7 minutos de "Blue Suede Shoes" e uma versão ao vivo de "Girl, I Love You", pela Record Store Day em 21 de abril de 2012.

### Produtor
Apesar de ter experimentado na área anteriormente, Robinson começou de fato a produzir álbuns de outros artistas no final dos anos 2000. Embora somente alguns dos álbuns produzidos por ele tenham sido sucessos comerciais, a maioria foi consideravelmente aclamada pela crítica.
- Crossing Bridges do The Kinsey Report (Capitol, 1993)
- Very Crystal Speed Machine do Thee Hypnotics (Def American, 1994)
- Vagabonds do Gary Louris (Rykodisc, 2008)
- Acoustic Vagabonds do Gary Louris (Rykodisc, 2008)
- Ready for the Flood do Mark Olson & Gary Louris (Rykodisc, 2009)
- Truth & Salvage Co. do Truth & Salvage Co. (Silver Arrow, 2010)

### Outras aparições
Robinson fez uma participação (atuando como um anjo) no episódio final do popular show de esquetes The Kids in the Hall, em 1994. De acordo com os comentários do DVD da quinta temporada de The Kids in the Hall, Robinson conheceu Kate Hudson em uma apresentação ao vivo do The Kids in the Hall, durante a turnê de reunião, em 2000. Em 2007, Chris Robinson tocou na festa de aniversário de Wavy Gravy, em São Francisco, sob o nome ‘’Chris Robinson's Wooden Family’’. O show foi beneficente para ajudar uma organização de desenvolvimento internacional chamada Seva Foundation, fundada por Wavy e Ram Dass.

## Vida pessoal
Em 8 de setembro de 1996, ele se casou com a atriz Lala Sloatman, sobrinha do músico Frank Zappa. Eles se divorciaram em 1998.
Em dezembro de 2000, Chris Robinson se casou com a atriz Kate Hudson. Em 14 de agosto de 2006, depois de quase seis anos de casamento, a assessoria de Kate anunciou a separação. Em 17 de novembro de2006, Robinson preencheu os papéis do divórcio, citando diferenças irreconciliáveis e o desejo de obter a guarda conjunta do filho, Ryder Russell Robinson (nascido em 7 de janeiro de 2004). O divórcio foi concedido em 22 de outubro de 2007, sendo também concedida a guarda conjunta de Ryder.
Em 2009, Robinson se casou com Allison Bridges. A filha deles, Cheyenne Genevieve Robinson, nasceu em 26 de dezembro de 2009, pesando 3,150 kg 

## Discografia
- New Earth Mud (Redline Records, 2002)
- Bootleg (Promotional Release, 2003)
- This Magnificent Distance (Vector Recordings, 2004)
- Live at Bonnaroo (Live Bonnaroo Records, 2004)
- Brothers of a Feather: Live at the Roxy (Eagle Records, 2007)

## Referência
1. ↑  Dunn, Jancee (1996-10-31). Entrevista com Chris Robinson do Black Crowes. Rolling Stone. Retirada em 11-11-2008.
2. ↑  The Black Crowes Arquivado em 6 de outubro de  2012, no Wayback Machine. blackcrowes.com. Retirado em março de 2011
3. ↑  «Chris Robinson Reveals Post Crowes Project». Planet Rock. Consultado em 25 de agosto de 2012
4. ↑  «Chris Robinson Unveils Second Album In Six Months». Planet Rock. Consultado em 25 de agosto de 2012
5. ↑  «Chris Robinson Brotherhood, The - Blue Suede Shoes / Girl I Love You». discogs.com. Consultado em 25 de Agosto de 2012
6. ↑  The Kids In The Hall Episode #5.21. Internet Movie Database
7. ↑  Jackson, Blair. Mickey Hart Performs At Seva Benefit (Wavy Gravy's 71st Birthday dead.net. Retirado em março de 2011
8. ↑  Lee, Ken. "Kate Hudson, Chris Robinson Divorce Finalized", People. 25 de outubro de 2007.
9. ↑  Laudadio, Marisa. "Black Crowes Singer Chris Robinson Welcomes a Daughter", People, 30 de dezembro de 2009. Retirado em março de 2011